# Hammada
Hammada é um género botânico pertencente à família Amaranthaceae.

## Espécies
- Hammada eriantha Botsch.
- Hammada ramosissima (Benth. & Hook. fil.) Iljin